# ブダペスト中央市場
座標: 北緯47度29分12秒 東経19度03分32秒 / 北緯47.48667度 東経19.05889度
中央市場（ハンガリー語: Központi Vásárcsarnok  [ˈkøsponti ˈvɑ̈ːʃɑ̈ːrˌt͡ʃarnok]、ケスペンティ・ヴァーシャールチャルノク）はハンガリー、ブダペスト市九区（フェレンツ町、フェレンツヴァーロシュ）の税関本関広場（フェーヴァーム・テール）1-3号にあるブダペスト最大の屋内市場である。別名大市場（ハンガリー語:  Nagycsarnok [ˈnɒt͡ʃːˌt͡ʃarnok]（ナジチャルノク、実際の発音はナッチャルノク、「大きな屋内市場」の意）、市場（ Vásárcsarnok [ˈvɑ̈ːʃɑ̈ːrˌt͡ʃarnok]、ヴァーシャールチャルノク）、税関本関広場（フェーヴァーム・テール）中央市場（Fővám téri központi vásárcsarnok [ˈføːvɑ̈ːmte̝ːri ˈkøsponti ˈvɑ̈ːʃɑ̈ːrˌt͡ʃarnok]、フェーヴァーム・テーリ・ケスポンティ・ヴァーシャールチャルノク）、ディミトロフ市場（Dimitrov csarnok [ˈdimitorofˌt͡ʃarnok]、ディミトロフ・チャルノク）。

## 概要
ブダペスト工科大学教授ペッツ・シャムの設計により建設され、1897年に完成した。
この市場は、3階建てであり、多様な種類の物が売られている。一階では、肉や野菜などの食料品、香辛料など調味料、フォアグラ、トカイワイン、キャビアなどの高級食品を販売しており、地下にはスーパーマーケットも入っているが魚や漬け物などの食品売り場が並び、二階には土産物屋や食堂が並んでいる。
日曜と祝日は休業である他は午前6時に開業し、月曜日は午後5時まで、火曜日から金曜日は午後6時まで、土曜日は午後3時まで営業している。何れの営業日も最後の1時間くらいはほとんどのお店が片付け、あるいは早目に閉店してしまうので注意が必要。

## アクセス
ブダペスト地下鉄4号線フェーヴァーム広場駅が最寄駅である。

## ギャラリー

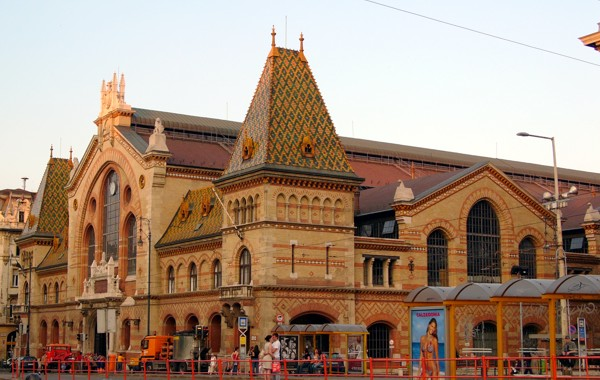
中央市場の正面
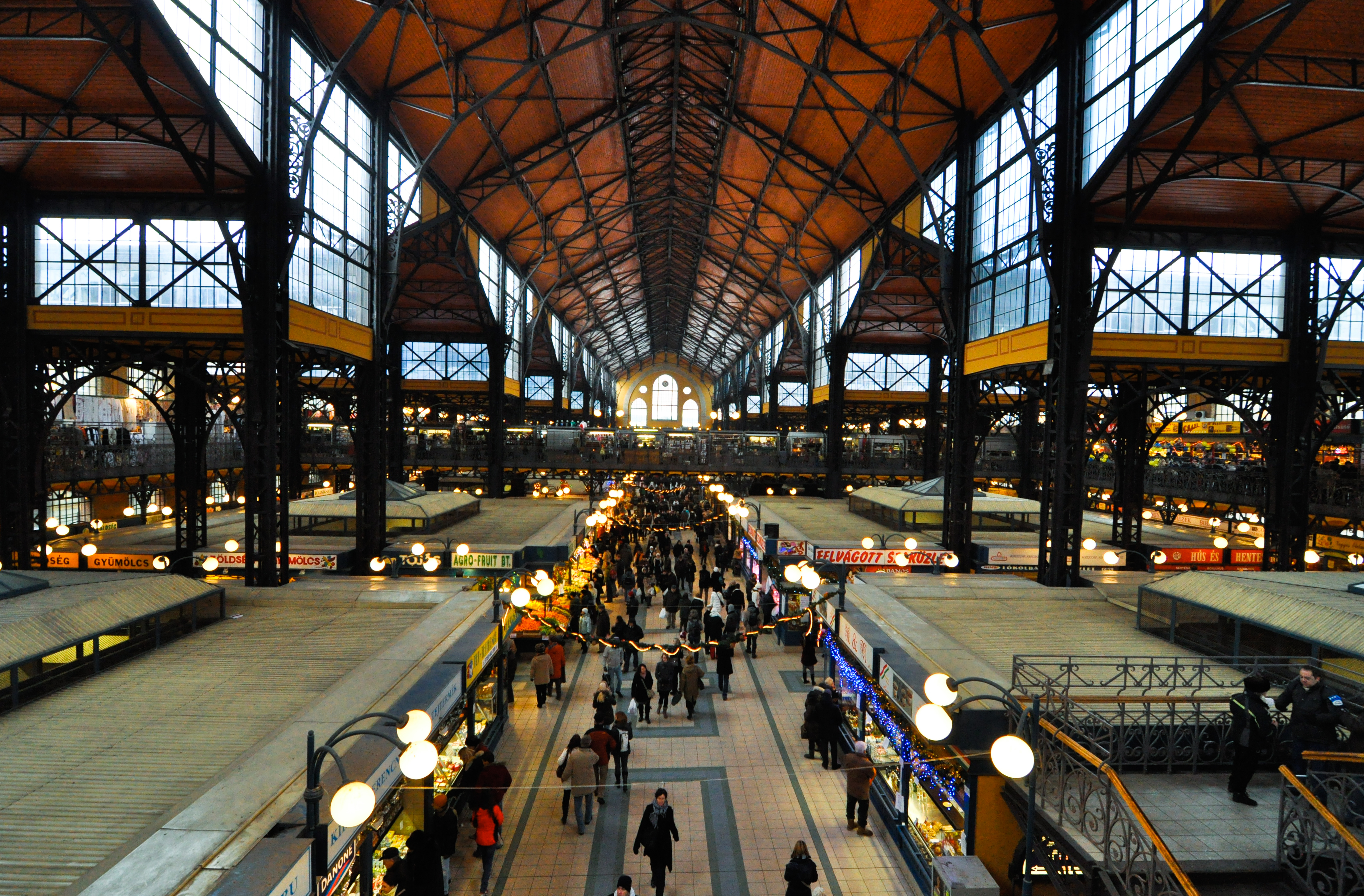
俯瞰
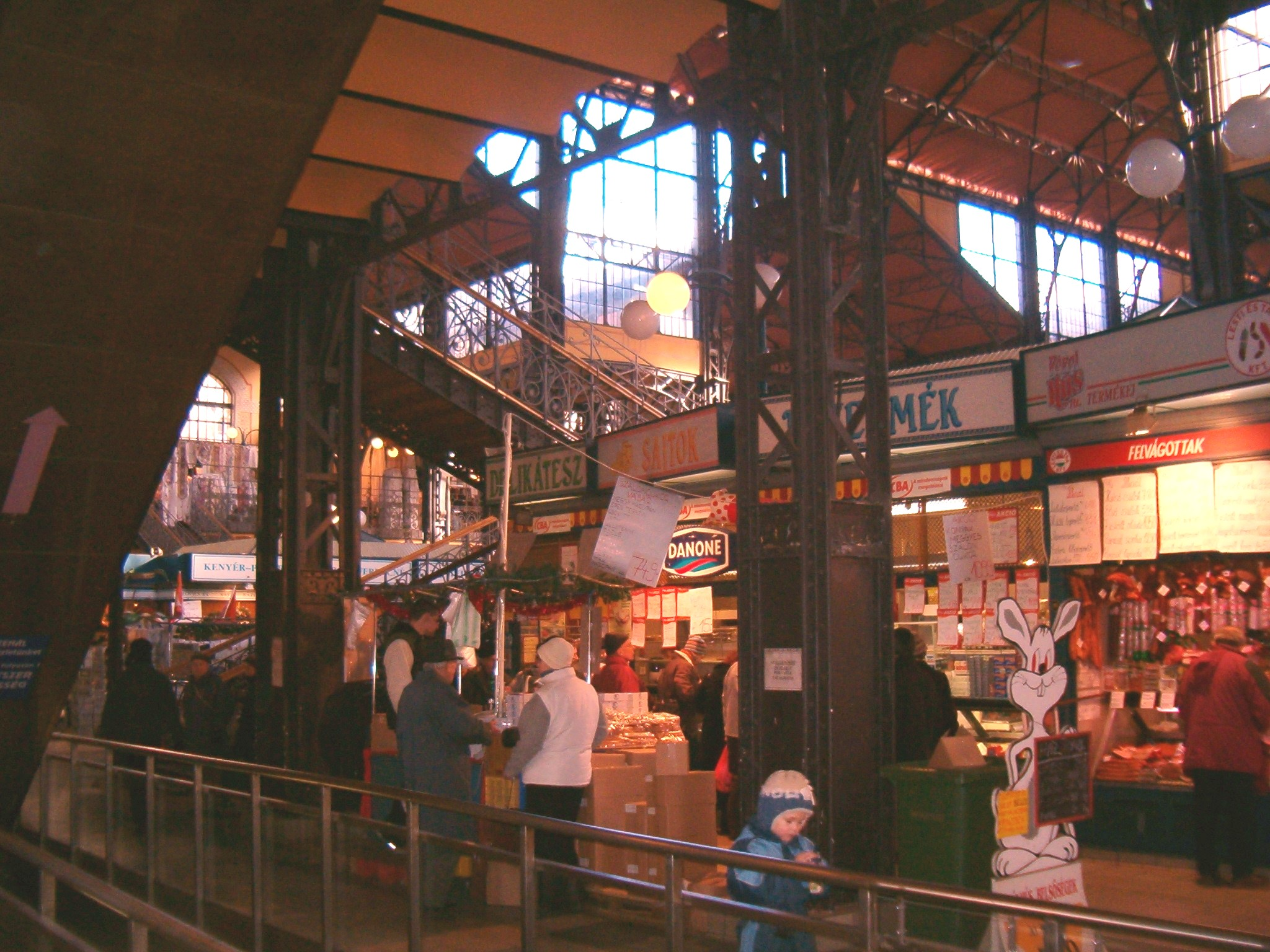
内部